# Zelkova serrata
Zelkova serrata är en almväxtart som först beskrevs av Carl Peter Thunberg, och fick sitt nu gällande namn av Tomitaro Makino. Zelkova serrata ingår i släktet Zelkova och familjen almväxter. Inga underarter finns listade i Catalogue of Life.

## Bildgalleri

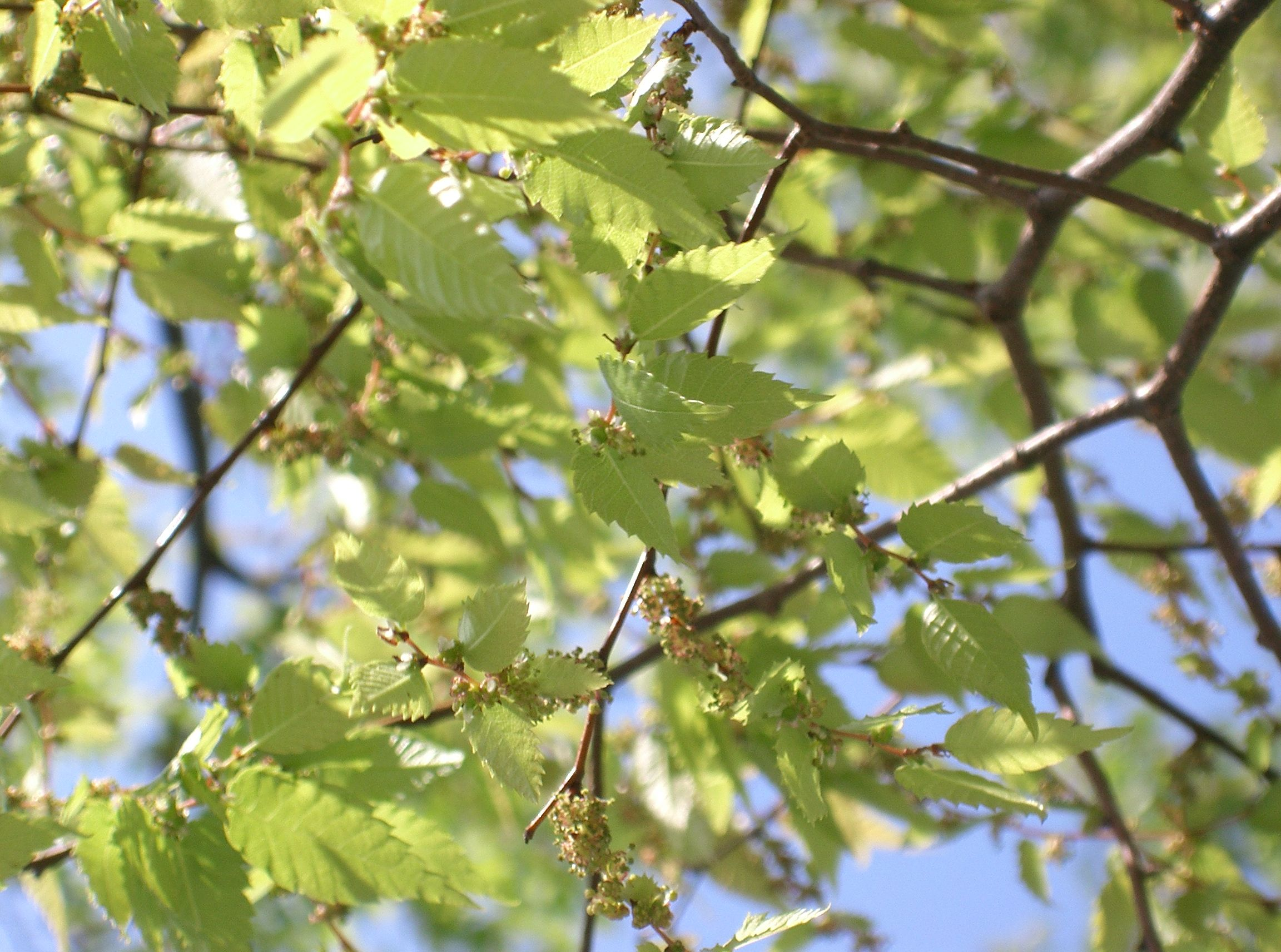
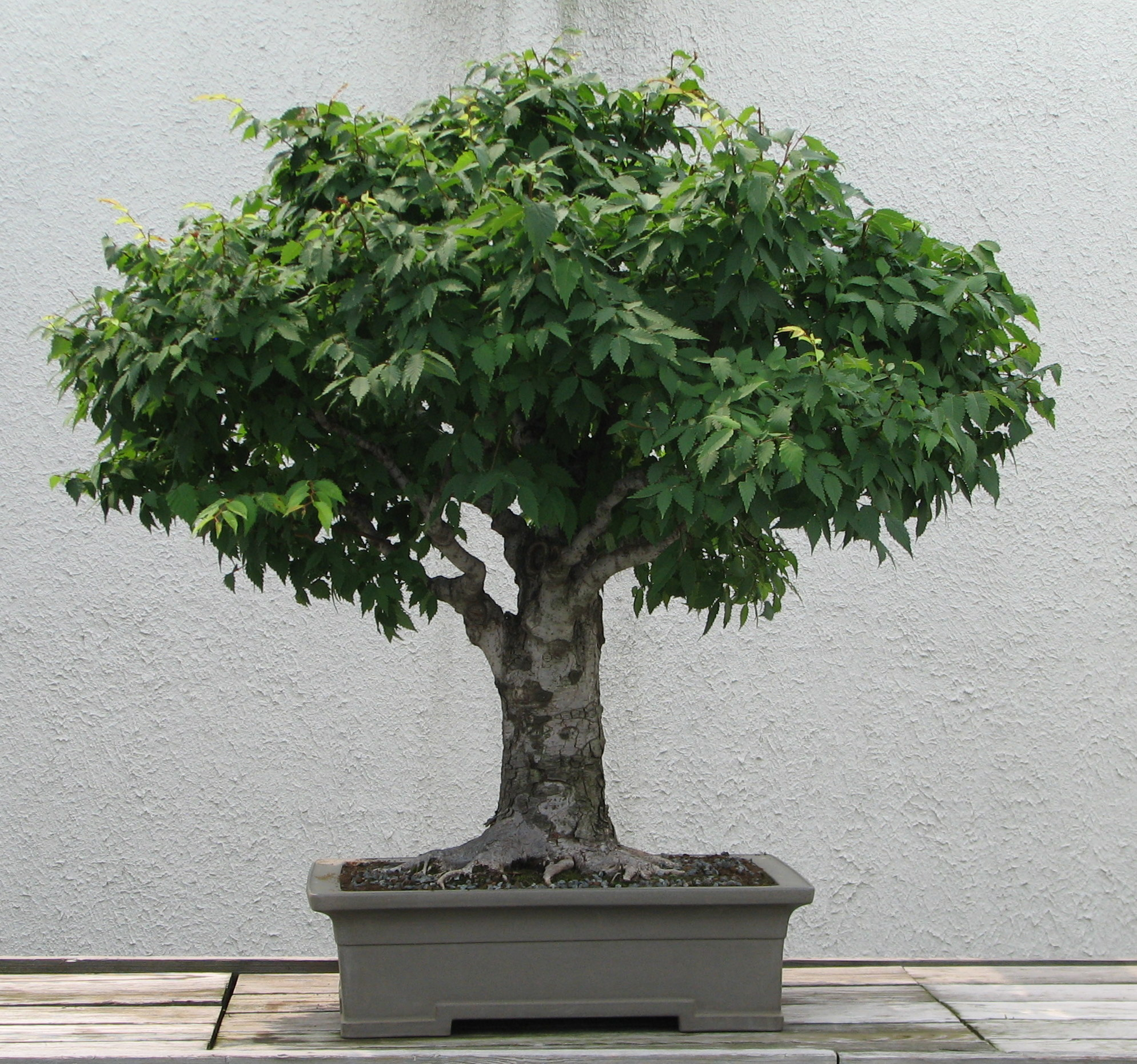
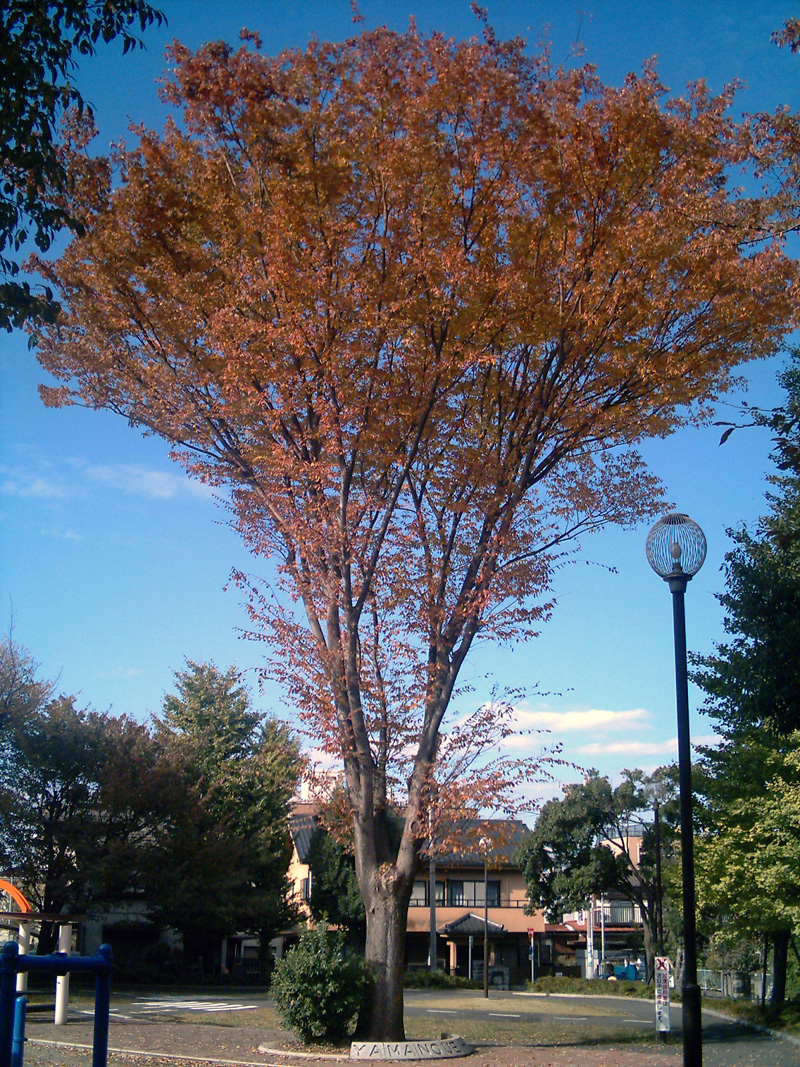
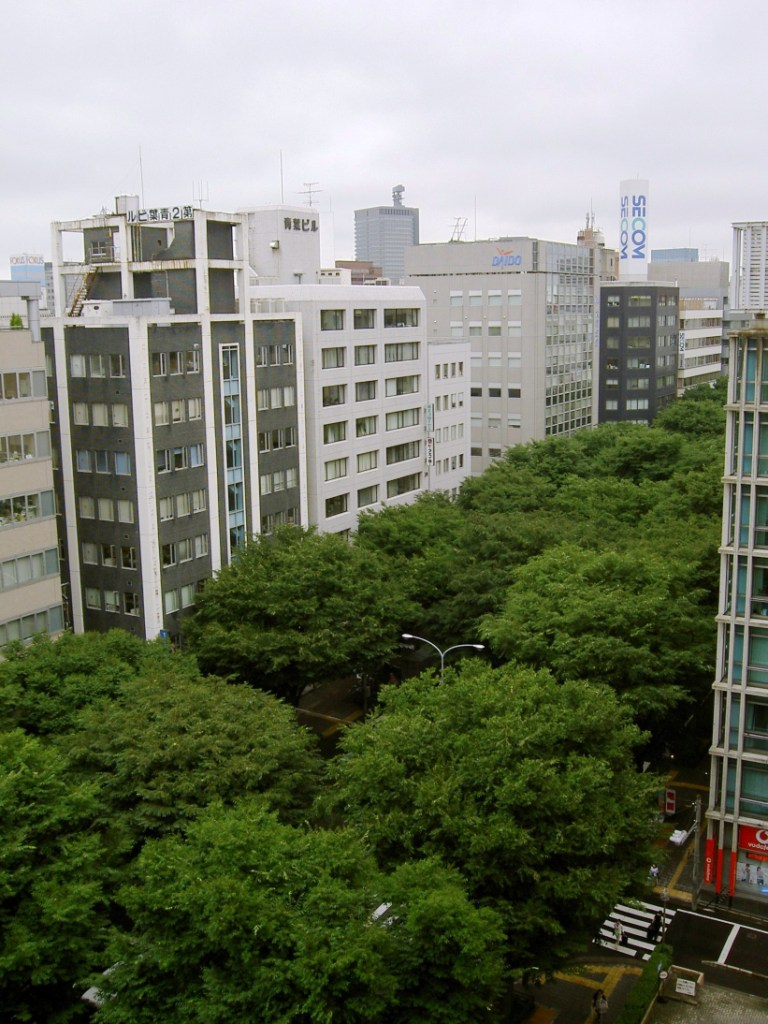
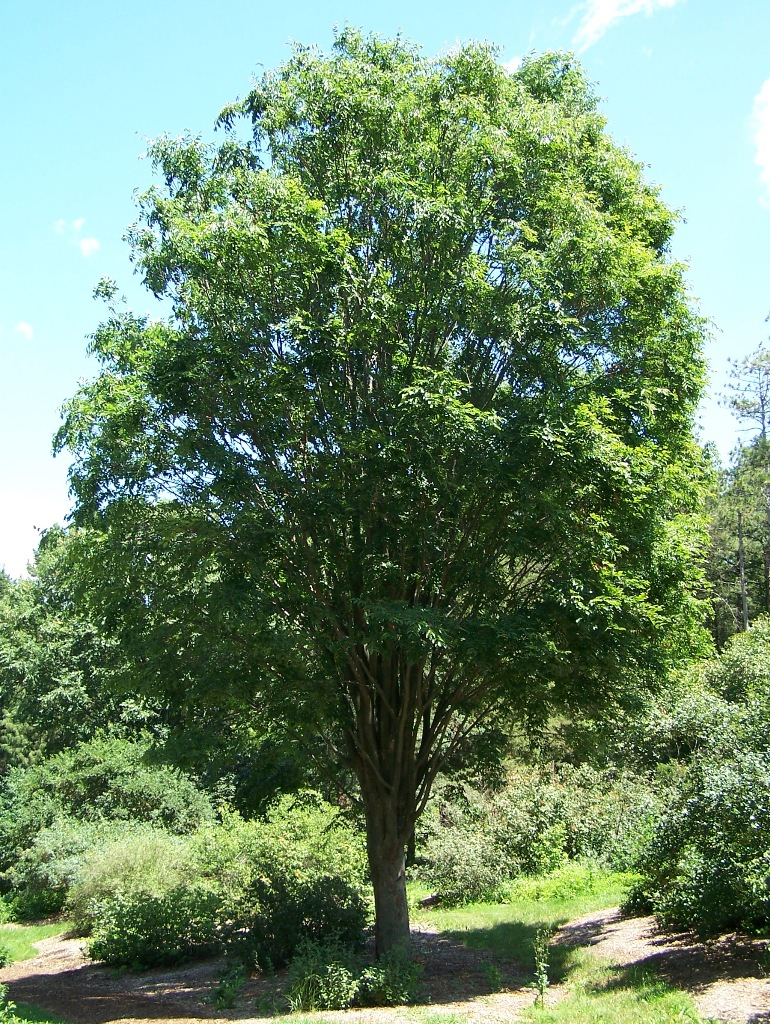
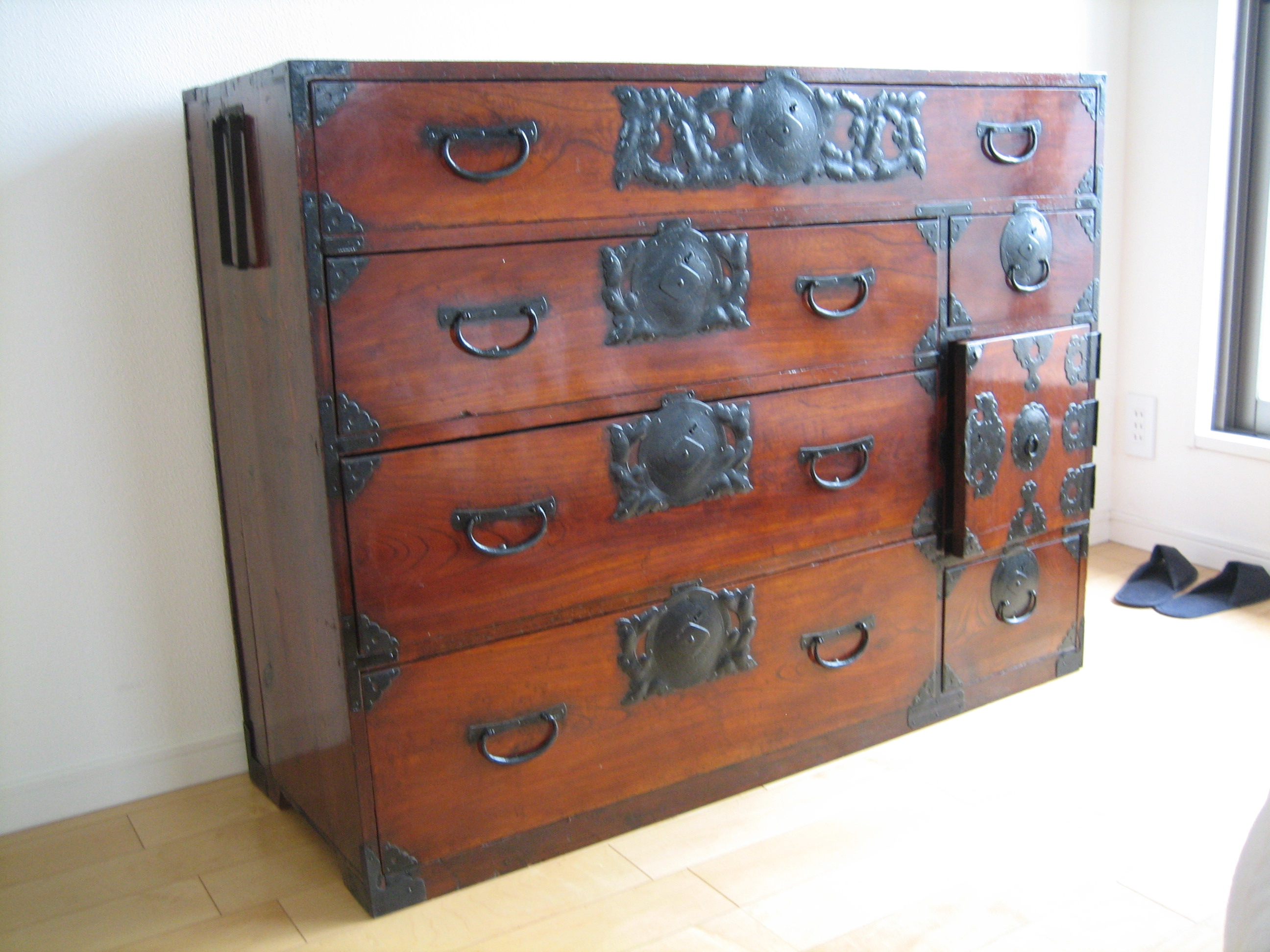